# Kamil Kosowski
Kamil Kosowski (uitspraak: [ˈkamil kɔˈsɔfski], ong. kamiel kossofskie) (Ostrowiec Świętokrzyski, 30 augustus 1977) is een Poolse profvoetballer.

## Clubcarrière
Kosowski is een middenvelder wiens profcarrière begon bij Górnik Zabrze, waarvoor hij vier seizoenen speelde. Zijn prestaties leverden hem in 2000 een transfer naar de Poolse topclub Wisła Kraków op. Zijn prestaties in de UEFA Cup tijdens het seizoen 2002-2003 brachten hem vervolgens in de belangstelling van 1. FC Kaiserslautern, dat hem in de zomer van 2003 naar Duitsland haalde. Tijdens het seizoen 2005-2006 werd Kosowksi uitgeleend aan het Engelse Southampton FC. In de zomer van 2006 verhuisde hij naar Chievo Verona in de Serie A.
Na een jaar bij Chievo Verona keerde Kosowski in 2007 terug bij Wisła Kraków. In de eerste helft van het seizoen 2007-2008 tekende hij voor negen assists in dertien duels. Op 14 januari 2008 werd zijn contract bij Wisła Kraków niettemin verbroken, omdat de club en hij het niet eens werden over een nieuwe overeenkomst.
Kosowski kwam terecht bij het Spaanse Cádiz CF, waar hij voor 2,5 jaar tekende. Cádiz CF degradeerde dat jaar naar de Segunda División B, waarop Kosowski vertrok naar APOEL Nicosia in Cyprus, waar hij voor twee seizoenen tekende.
In zijn eerste officiële wedstrijd voor APOEL scoorde Kosowski de enige goal in de wedstrijd om de Super Cup van Cyprus, tegen Anorthosis Famagusta. In zijn eerste jaar bij APOEL Nicosia werd APOEL kampioen van Cyprus.

## Interlandcarrière
Kosowski speelde zijn eerste interland op 15 augustus 2001 tegen IJsland. Hij maakte deel uit van de Poolse selectie voor het WK voetbal 2006 en speelde tot 2010 in 52 interlands, waarin hij viermaal scoorde.

## Statistieken

### Carrière

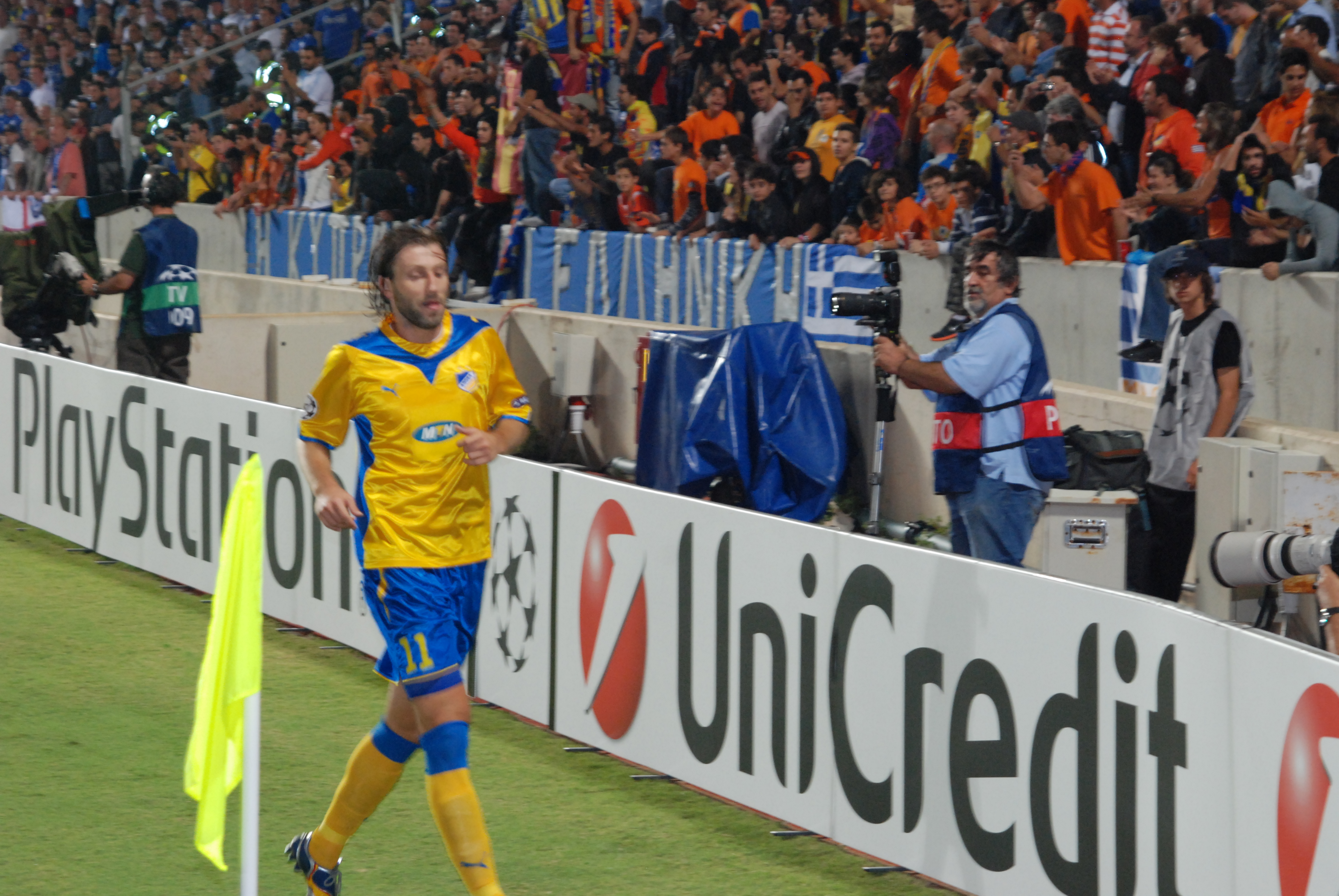
Kamil Kosowski

| seizoen                      | club                         | land                         | competitie         | duels | goals |
| ---------------------------- | ---------------------------- | ---------------------------- | ------------------ | ----- | ----- |
| 1996-1997                    | Górnik Zabrze                | Polen                        | Ekstraklasa        | 5     | 0     |
| 1997-1998                    | Górnik Zabrze                | Polen                        | Ekstraklasa        | 20    | 1     |
| 1998-1999                    | Górnik Zabrze                | Polen                        | Ekstraklasa        | 29    | 0     |
| 1999-2000                    | Górnik Zabrze]               | Polen                        | Ekstraklasa        | 10    | 0     |
| 1999-2000                    | Wisła Kraków                 | Polen                        | Ekstraklasa        | 18    | 1     |
| 2000-2001                    | Wisła Kraków                 | Polen                        | Ekstraklasa        | 27    | 1     |
| 2001-2002                    | Wisła Kraków                 | Polen                        | Ekstraklasa        | 27    | 3     |
| 2002-2003                    | Wisła Kraków                 | Polen                        | Ekstraklasa        | 29    | 7     |
| 2003-2004                    | 1. FC Kaiserslautern         | Duitsland                    | Bundesliga         | 23    | 0     |
| 2004-2005                    | 1. FC Kaiserslautern         | Duitsland                    | Bundesliga         | 20    | 1     |
| 2005-2006                    | Southampton FC               | Engeland                     | Premier League     | 18    | 1     |
| 2006-2007                    | Chievo Verona                | Italië                       | Serie A            | 23    | 0     |
| 2007-2008                    | Wisła Kraków                 | Polen                        | Ekstraklasa        | 13    | 1     |
| 2007-2008                    | Cádiz CF                     | Spanje                       | Segunda División A | 17    | 0     |
| 2008-2009                    | APOEL Nicosia                | Cyprus                       | A Divizion         | 24    | 3     |
| 2009-2010                    | APOEL Nicosia                | Cyprus                       | A Divizion         | 20    | 2     |
| 2010-2011                    | Apollon Limassol             | Cyprus                       | A Divizion         | 17    | 1     |
| 2011-2012                    | GKS Bełchatów                | Polen                        | Ekstraklasa        | 33    | 1     |
| 2013                         | Wisła Kraków                 | Polen                        | Ekstraklasa        | 10    | 0     |
| Bijgewerkt tot 30 maart 2013 | Bijgewerkt tot 30 maart 2013 | Bijgewerkt tot 30 maart 2013 | Totaal             |       |       |

### Interlands
| WK-statistieken         | Club           | Positie      | W |   |   | Goal | A |   |   |   |
| ----------------------- | -------------- | ------------ | - | - | - | ---- | - | - | - | - |
| WK voetbal 2006 - Polen | Southampton FC | Middenvelder | 1 | 1 | 0 | 0    | 0 | 0 | 0 | 0 |

## Erelijst
- Pools kampioen (Ekstraklasa): 2001, 2003, 2008
- Pools Bekerwinnaar: 2002, 2003
- Poolse Supercup: 2001
- Cypriotische Supercup: 2008
- Cypriotisch kampioen (A Divizion): 2009